# الجزيرة (مالطة)
الجَزِيرَةُ (بالمالطية: Il-Gżira) مدينة في وسط جزيرة مالطة ومقر مجلس محلي بنفس الاسم. وهذا الاسم إنما يشير إلى جزيرة الأسقف الكائنة في مرسى مُشَيط وهو فُرْضَةٌ تطل عليها من ناحية الشرق مدينةُ الجزيرة ومن ناحية الغرب مدينةُ البلد عاصمةُ جمهورة مالطة.
يبلغ عدد سكانها 8029 نسمة وذلك حسب إحصائيات مارس 2014. تبلغ مساحتها 1.5 كم².

## توأمة
لغزيرا اتفاقيات توأمة مع:
- غليفاذا

## أعلام
- ايمانويل باربرا